# Polígon - Vilanoveta
Polígon - Vilanoveta és una zona del Polígon Industrial del Segre on se situa la terminal de mercaderies d'Adif i el seu nom prové de l'antiga població anomenada Pla de Vilanoveta. L'any 2007 tenia 2.045 habitants.